# Bomarea porrecta
Bomarea porrecta är en alströmeriaväxtart som beskrevs av Ellsworth Paine Killip. Bomarea porrecta ingår i släktet Bomarea och familjen alströmeriaväxter. Inga underarter finns listade i Catalogue of Life.